# (26844) 1991 VA4
1991 في أي 4 (ويعرف أيضًا باسم (26844) 1991 في أي 4 وفق تسمية الكوكب الصغير) (بالإنجليزية: 1991 VA4)‏ هو كويكب ضمن حزام الكويكبات؛ وترتيبه 26844 من حيث الاكتشاف.
اكتُشف هذا الجُرم الفلكي بواسطة Satoru Otomo ‏ في 12 نوفمبر 1991.

## وصلات خارجية
- (26844) 1991 VA4 في قاعدة بيانات مختبر الدفع النفاث لأجرام النظام الشمسي الصغيرة

- الاكتشاف · مخطط المدار ·  العناصر المدارية · المعلمات المادية

- (26844) 1991 VA4 على موقع ويكي سكاي: DSS2, SDSS, GALEX, IRAS, Hydrogen α, X-Ray, Astrophoto, Sky Map, Articles and images